# أندريس بروير
أندريس بروير (بالهولندية: Andries Brouwer)‏ هو مهندس ورياضياتي وعالم حاسوب وأستاذ جامعي هولندي، ولد في 3 أبريل 1951 في أمستردام في هولندا.